# Parzęczew (gmina)
Parzęczew (do 1953 gmina Piaskowice) – gmina miejsko-wiejska w województwie łódzkim, w powiecie zgierskim. W latach 1975–1998 gmina położona była w ówczesnym województwie łódzkim.
Siedziba gminy to Parzęczew.
Według danych z 31 grudnia 2007 r. gminę zamieszkiwało 5025 osób.
W gminie Parzęczew w listopadzie 2010 roku został uruchomiony pilotażowy etap Łódzkiej Regionalnej Sieci Teleinformatycznej.

## Struktura powierzchni
Według danych z roku 2007 gmina Parzęczew ma obszar 103,89 km², w tym:
- użytki rolne: 73%
- użytki leśne: 15%

Gmina stanowi 12,15% powierzchni powiatu.

## Demografia

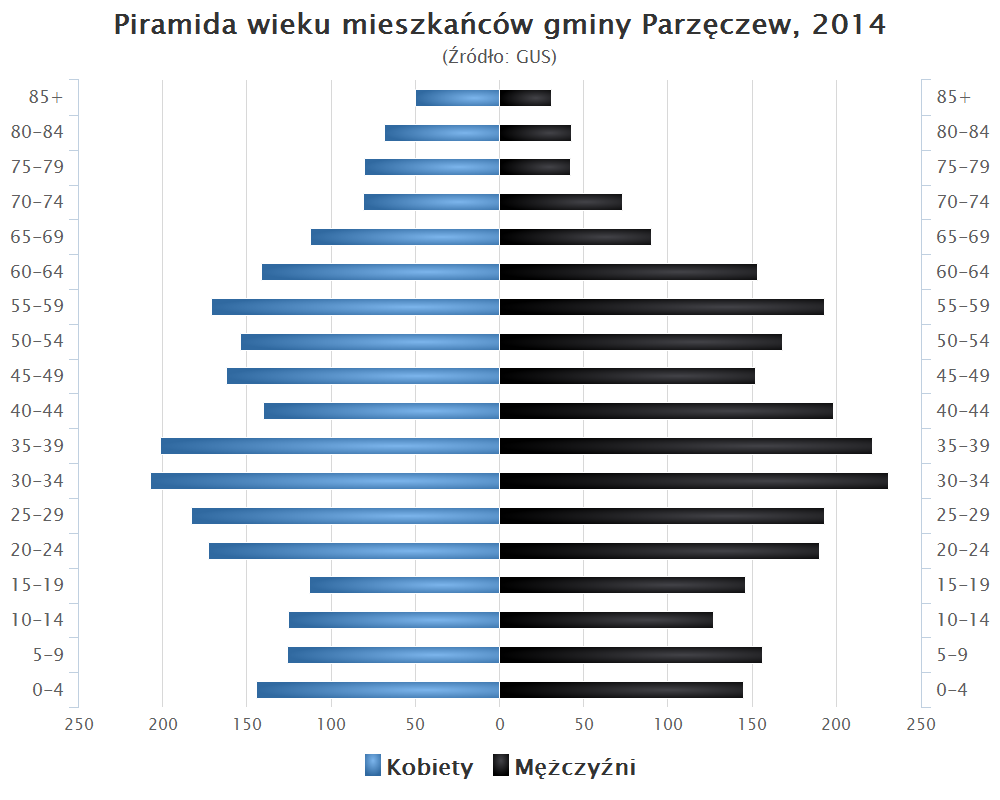
Piramida wieku mieszkańców gminy Parzęczew w 2014 roku

Dane z 31 grudnia 2007 r.:
| Opis                              | Ogółem | Ogółem | Kobiety | Kobiety | Mężczyźni | Mężczyźni |
| --------------------------------- | ------ | ------ | ------- | ------- | --------- | --------- |
| Jednostka                         | osób   | %      | osób    | %       | osób      | %         |
| Populacja                         | 5025   | 100    | 2430    | 48,36   | 2595      | 51,64     |
| Gęstość zaludnienia [mieszk./km²] | 48,37  | 48,37  | 23,39   | 23,39   | 24,98     | 24,98     |

## Jednostki OSP w Gminie
1. OSP Parzęczew, S-3, Krajowy system ratowniczo-gaśniczy
2. OSP Chociszew, S-1
3. OSP Opole, S-1 Krajowy system ratowniczo-gaśniczy
4. OSP Orła, S-1
5. OSP Śliwniki, M

## Sąsiednie gminy
- Aleksandrów Łódzki,
- Dalików,
- Łęczyca,
- Ozorków (gmina wiejska),
- Ozorków (miasto),
- Wartkowice,
- Zgierz